# NGC 4637
NGC 4637 é uma galáxia lenticular (S0) localizada na direcção da constelação de Virgo. Possui uma declinação de +11° 26' 17" e uma ascensão recta de 12 horas, 42 minutos e 54,2 segundos.
A galáxia NGC 4637 foi descoberta em 1 de Março de 1854 por William Parsons.